# Cmentarz wojenny nr 140 – Tursko-Zapotocze
Cmentarz wojenny nr 140 – Tursko – cmentarz z I wojny światowej, zaprojektowany przez Jana Szczepkowskiego lub Karla Scholicha, znajdujący się we wsi Tursko w powiecie tarnowskim, w gminie Ciężkowice. Jeden z ponad 400 zachodniogalicyjskich cmentarzy wojennych zbudowanych przez Oddział Grobów Wojennych C. i K. Komendantury Wojskowej w Krakowie.  W IV okręgu Łużna cmentarzy tych jest 27.

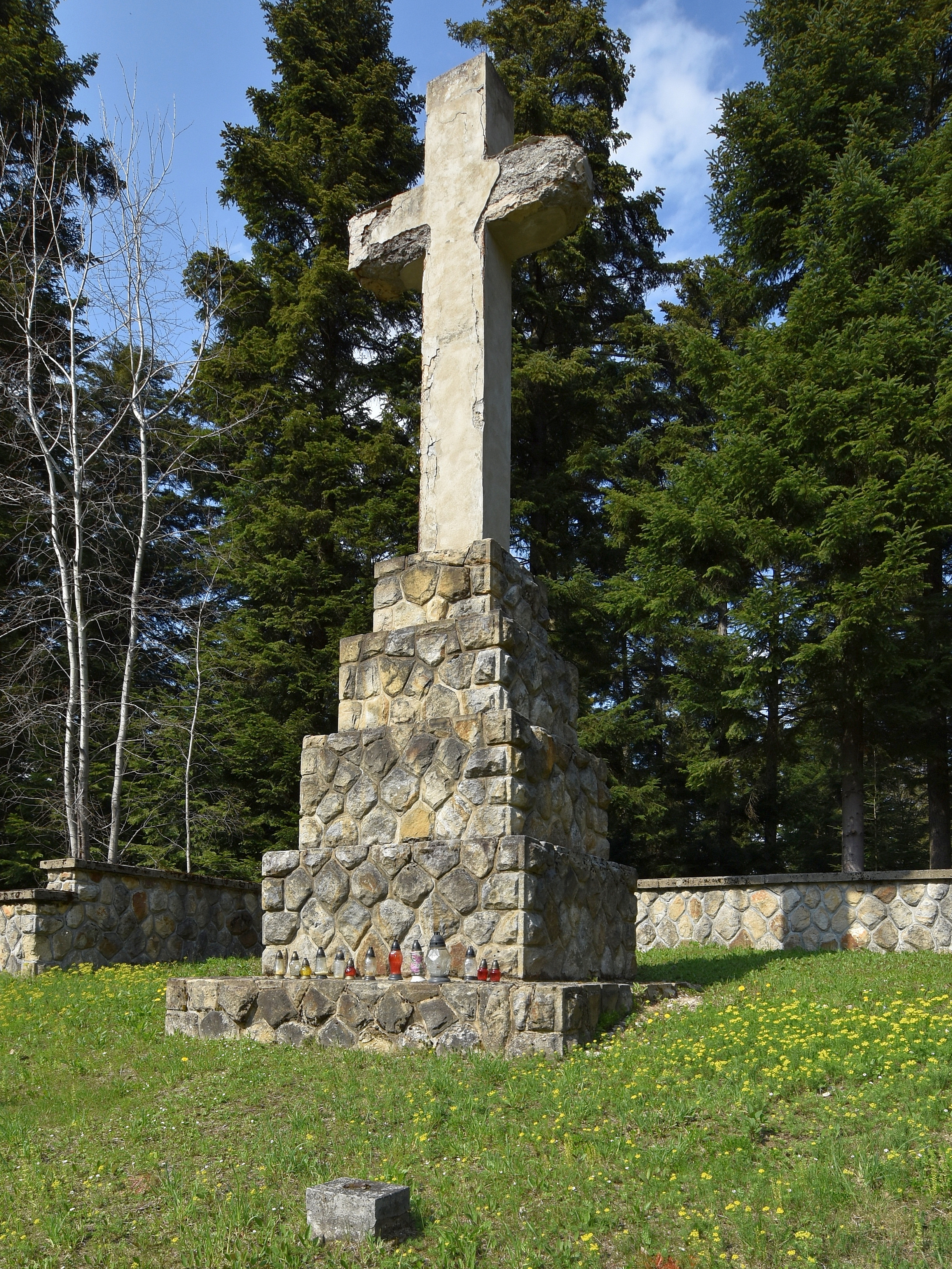

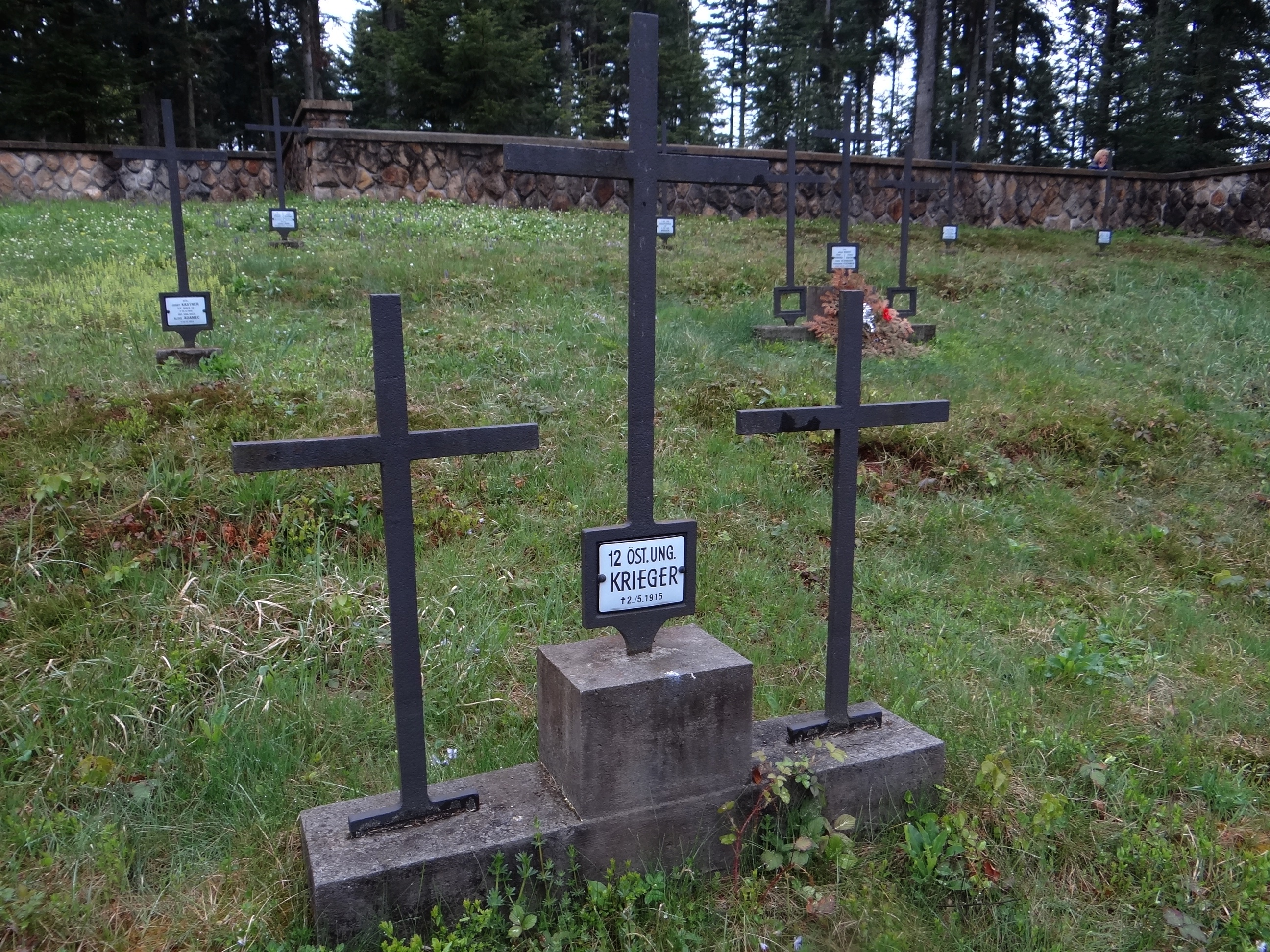

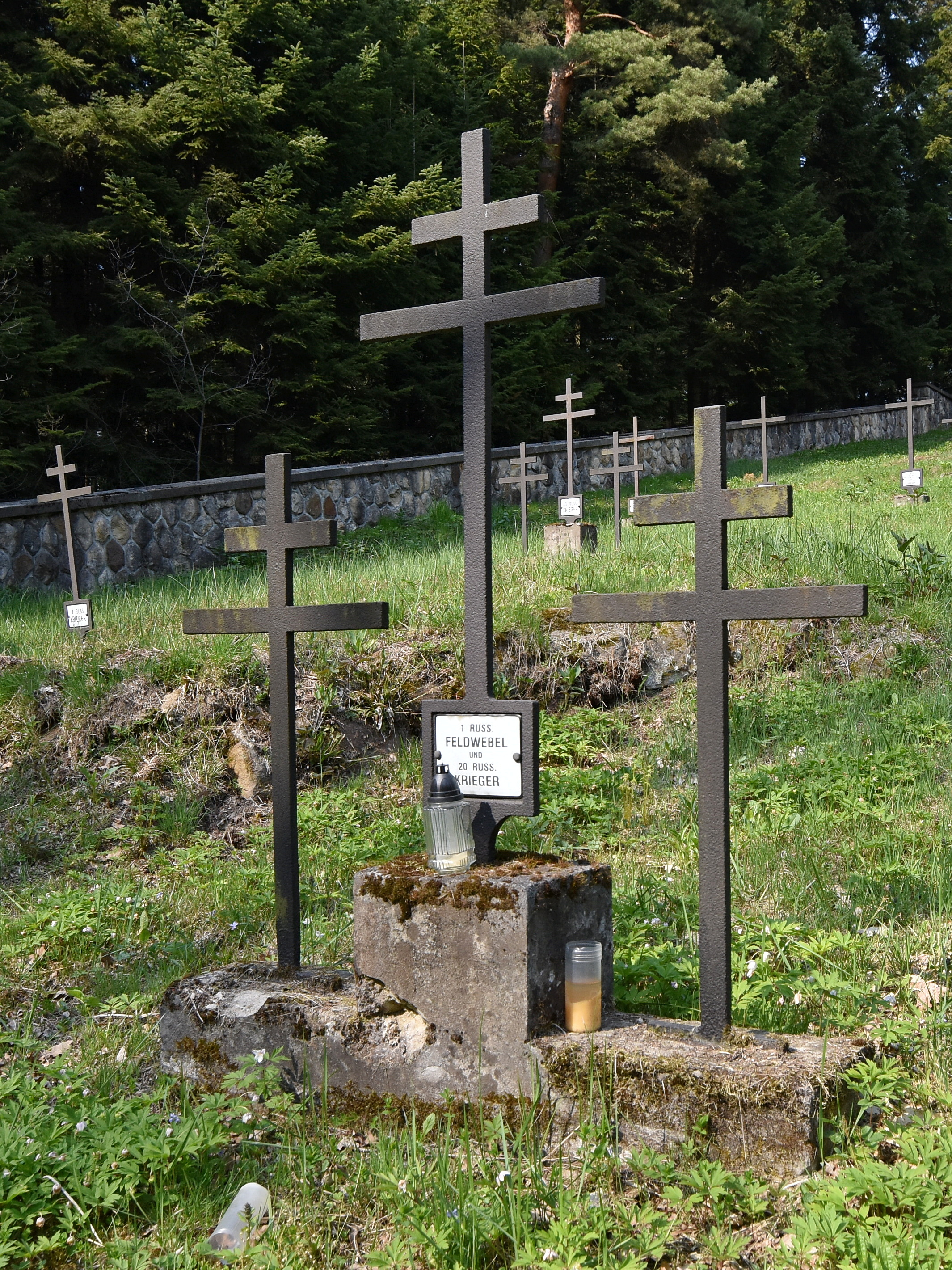

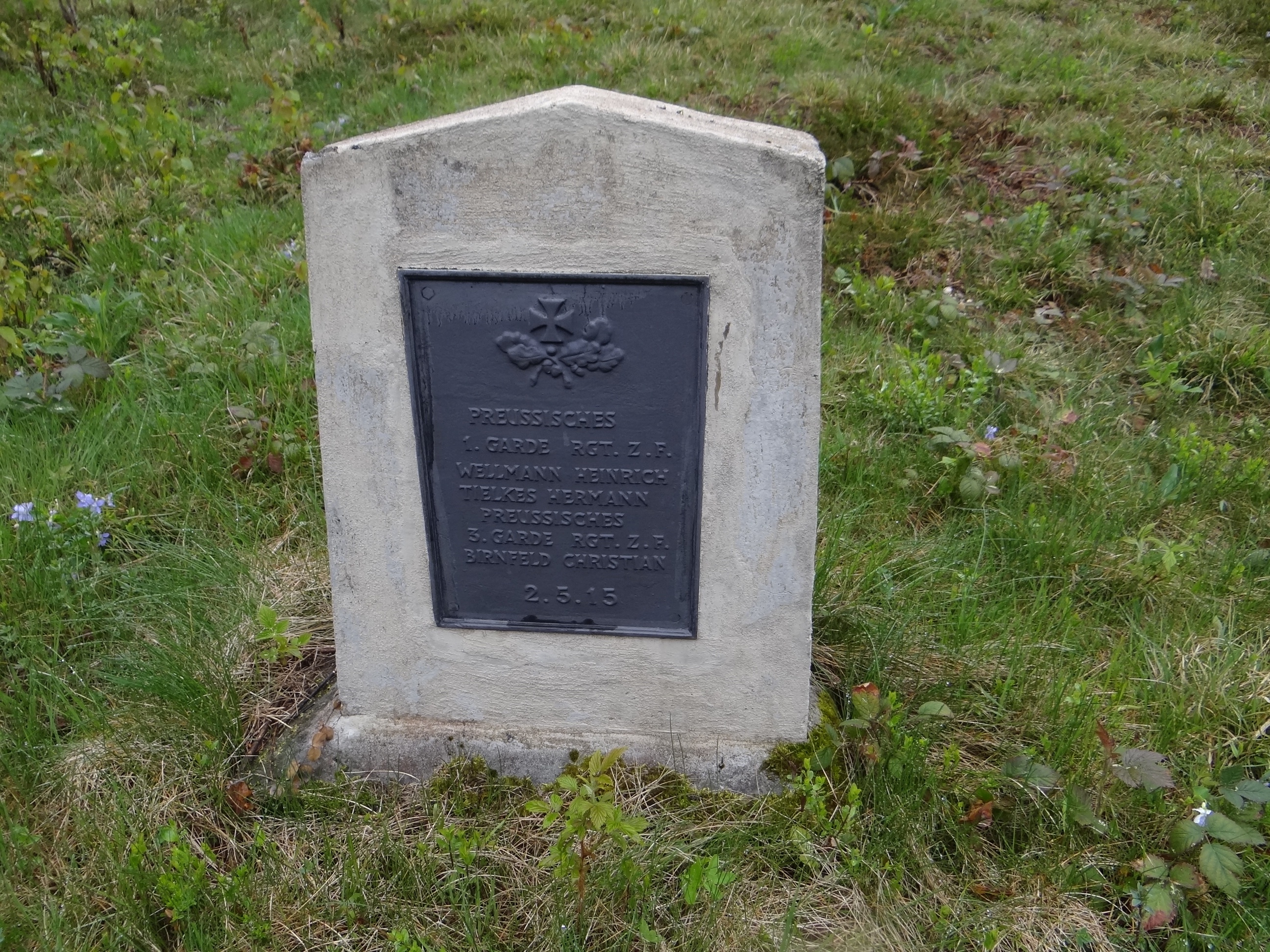

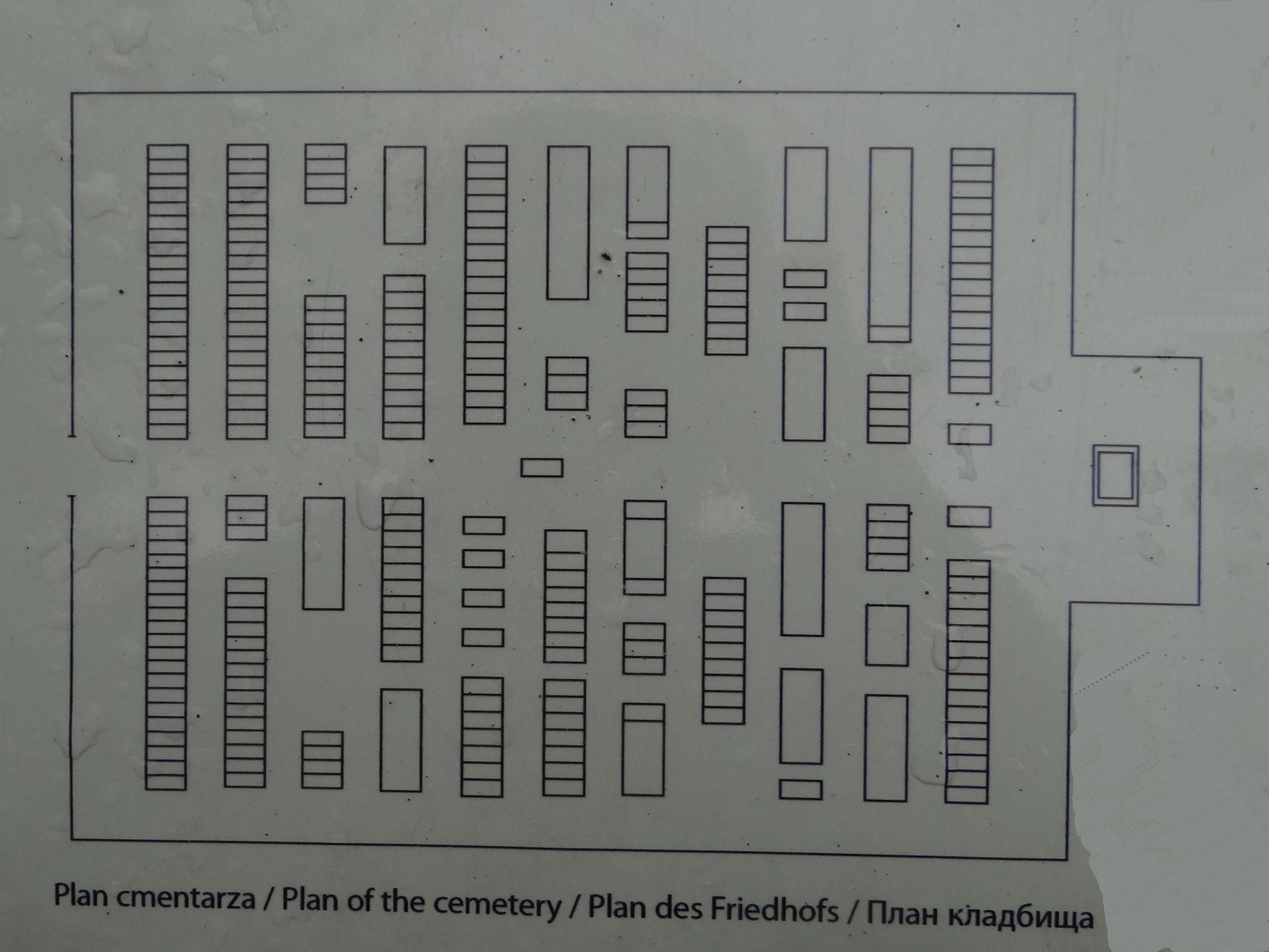
Plan cmentarza

## Lokalizacja
Cmentarz znajduje się na wzgórzu wznoszącym się po prawej stronie rzeki Białej. Dojechać do niego można przez mosty z Bogoniowic lub Ciężkowic. Na wzgórze z cmentarzem prowadzi wąska asfaltowa droga kończąca się przy lesie, w którym znajduje się cmentarz. Drogą ta prowadzi znakowany szlak turystyki rowerowej. Cmentarz jest z drogi niewidoczny. Dochodzi się do niego gruntową drogą leśną (około 100 m).

## Opis cmentarza
Zbudowany jest na planie prostokąta na stoku opadającym na południowa stronę. Jest dużym obiektem o powierzchni ponad 2000 m². Otoczony jest  kamiennym murem z betonowym daszkiem. Wejście przez dwuskrzydłową, żelazną furtkę znajdującą się w dolnej części cmentarza. W tylnej części cmentarza w ogrodzeniu znajduje się pomnik. Jest to betonowy krzyż o wysokości około 3 metrów osadzony na zbudowanej z kamieni piramidzie wysokości około 2 m. Od furtki do pomnika prowadzi szeroka ścieżka. W jej środkowej części znajduje się jeden nagrobek. Wszystkie pozostałe ułożone są w rzędach po obydwu stronach ścieżki. Na cmentarzu znajdowały się krzyże nagrobne projektu H. Mayera, takie same jak m.in. na cmentarzach w Owczarach czy w Gorzejowej, oraz stele betonowe z żeliwnymi tablicami. Jest kilka rodzajów tych krzyży: 
- potrójne jednoramienne (krzyże łacińskie)
- potrójne z dwoma poprzecznymi ramionami (krzyże lotaryńskie)
- pojedyncze jednoramienne
- pojedyncze  z dwoma poprzecznymi ramionami.

Wszystkie krzyże wykonane są z grubych żelaznych płaskowników osadzonych na betonowym cokole i posiadają tabliczki imienne. Na stelach również są tablice imienne.

## Polegli
Na cmentarzu pochowanych jest łącznie 399 żołnierzy w 14 grobach zbiorowych oraz 242 grobach pojedynczych. Spoczywa tutaj:
- 208 żołnierzy armii austro-węgierskiej
- 148 żołnierzy armii rosyjskiej
- 43 żołnierzy armii niemieckiej (m.in. z 3 Pułk Piechoty Gwardii Cesarstwa Niemieckiego, 1 Pułk Piechoty Gwardii Cesarstwa Niemieckiego[5].

Większość żołnierzy poległa w dniach 2–3 maja 1915 r, podczas wielkiej ofensywy połączonych wojsk austro-węgierskich i niemieckich, zwanej bitwą pod Gorlicami. Wojska austro-węgierskie i niemieckie przełamały obronę Rosjan wypierając ich z tych terenów.

## Losy cmentarza
W okresie Polski międzywojennej cmentarz jako nowy był jeszcze w dobrym stanie. Po II wojnie ranga cmentarza w świadomości społeczeństwa i ówczesnych władz zmalała, przybyły bowiem nowe, świeższe cmentarze i dramatyczne historie nowej wojny. Cmentarz ulegał w naturalny sposób niszczeniu przez czynniki pogody i roślinność. Dopiero od lat 90. zaczęto bardziej dbać o cmentarze z I wojny światowej. Cmentarz nr 140 został w latach 2003–2005 poddany kapitalnemu remontowi ze środków budżetu państwa oraz VDK Kassel. M.in. odbudowano na nowo kamienny mur, uporządkowano bardzo zaniedbane pola grobowe, wykonano nowe tabliczki. W pracach porządkowych wzięła udział w ramach obozów integracyjnych młodzież z Niemiec i Polski.